# Biskajský záliv
Biskajský záliv (španělsky Mar Cantábrico nebo Golfo de Vizcaya, francouzsky Golfe de Gascogne, baskicky Bizkaiko Golkoa) je záliv v Atlantském oceánu, nacházející se mezi Pyrenejským a Bretaňským poloostrovem. Je pojmenován podle Biskajska, které se na jeho břehu nachází.
Hranici Biskajského zálivu tvoří spojnice mezi mysem Ortegal 43°46′ s. š., 7°52′ z. d. ve Španělsku a bodem Penmarch [pɛ̃max]IPA 47°48′ s. š., 4°22′ z. d. ve Francii.
Záliv je známý velmi nepokojným mořem, častými proudy, bouřkami a vlnami. Loví se tu zejména ryby (sardinky a tuňáci) a chovají ústřice.
Automobilové trajekty z Portsmouthu do Bilbaa a z Plymouthu do Santanderu jsou jedním z nejpohodlnějších způsobů, jak uvidět velryby v evropských vodách. Nejlepší oblast je část hluboké vody mimo kontinentálního šelfu. Běžná je třídenní okružní výletní plavba, na které je kromě velryb možné vidět i několik druhů mořských ptáků.
V dubnu 1970 zde došlo k havárii, při které se potopila sovětská ponorka K-8.

## Přítoky
- Španělsko: Nalón, Sella, Bidasoa, Urola, Nervión a Asón
- Francie: Vilaine, Loira, Indre, Charente, Seudre, Sèvre Niortaise, Garonna s Dordogne, Adour

## Základní údaje
- rozloha: 194 000 km² (jiné zdroje 225 000 km²)
- hloubka: max. 5120 m (jiné zdroje 4735 m), průměrná 1715 m
- významné přístavy: Gijón, Bilbao, San Sebastián, Nantes, Bordeaux
- rekreační letoviska: Biarritz